# Bay of Santander
Bay of Santander är en vik i Spanien.   Den ligger i provinsen Provincia de Cantabria och regionen Kantabrien, i den norra delen av landet, 300 km norr om huvudstaden Madrid. Arean är 268 kvadratkilometer.